# ドックランズ・スタジアム
ドックランズ・スタジアム (Docklands Stadium) は、オーストラリア・メルボルンの都心西隣のドックランズ地区にある開閉式ドームスタジアムである。
マーベル・エンターテインメントが命名権を取得しており、2018年9月1日からマーベル・スタジアムの呼称が用いられている。

## 歴史 & 概要
2000年3月9日に「コロニアル・スタジアム」(Colonial Stadium) として開場した。2002年10月1日に電気通信企業のテルストラが命名権を en:Colonial State Bank から買収して「テルストラ・ドーム」となり、その後、2009年3月1日からはエティハド航空が命名権を取得し「エティハド・スタジアム」の呼称が用いられていた。命名権による呼称を回避する場合は「ドックランズ・スタジアム」(Docklands Stadium) と呼ばれる。
本ドームはウェーバリー・パークの後継として建設された。テレビ放送網のセブン・ネットワークが本ドームを所有していたが、2006年に権益をジェームス・フィールディング・マネジメントに3億3千万豪ドルで売却。
ウェーバリー・パークと同様、オージーフットボールの利用を念頭に建設されている。オーストラリアではこの規模の球技場は大部分クリケットのために設計された。
本ドームとメルボルン・クリケット・グラウンドはオージーフットボールトップリーグAFLのメルボルンのチームの本拠地として使用される。
オージーフットボールのオフシーズンである10～2月には、サッカー・Aリーグのメルボルン・ビクトリーFCのホームとして使われる。クリケット、ラグビー（ユニオン）、ラグビーリーグのほかコンサート・プロレス・ボクシングの開催実績がある。ラグビーワールドカップ2003の試合会場としても使用され、7試合が開催された。2015年には当地でスピードウェイ・グランプリ最終戦のオーストラリアグランプリが13年ぶりに開催。決勝レースで地元のジェイソン・ドイルが転倒し、失格する騒ぎがあり、アメリカのグレッグ・ハンコックが優勝。総合ではイギリスのタイ・ウォフィンデンがタイトルを獲得した。

## スタジアムの特徴

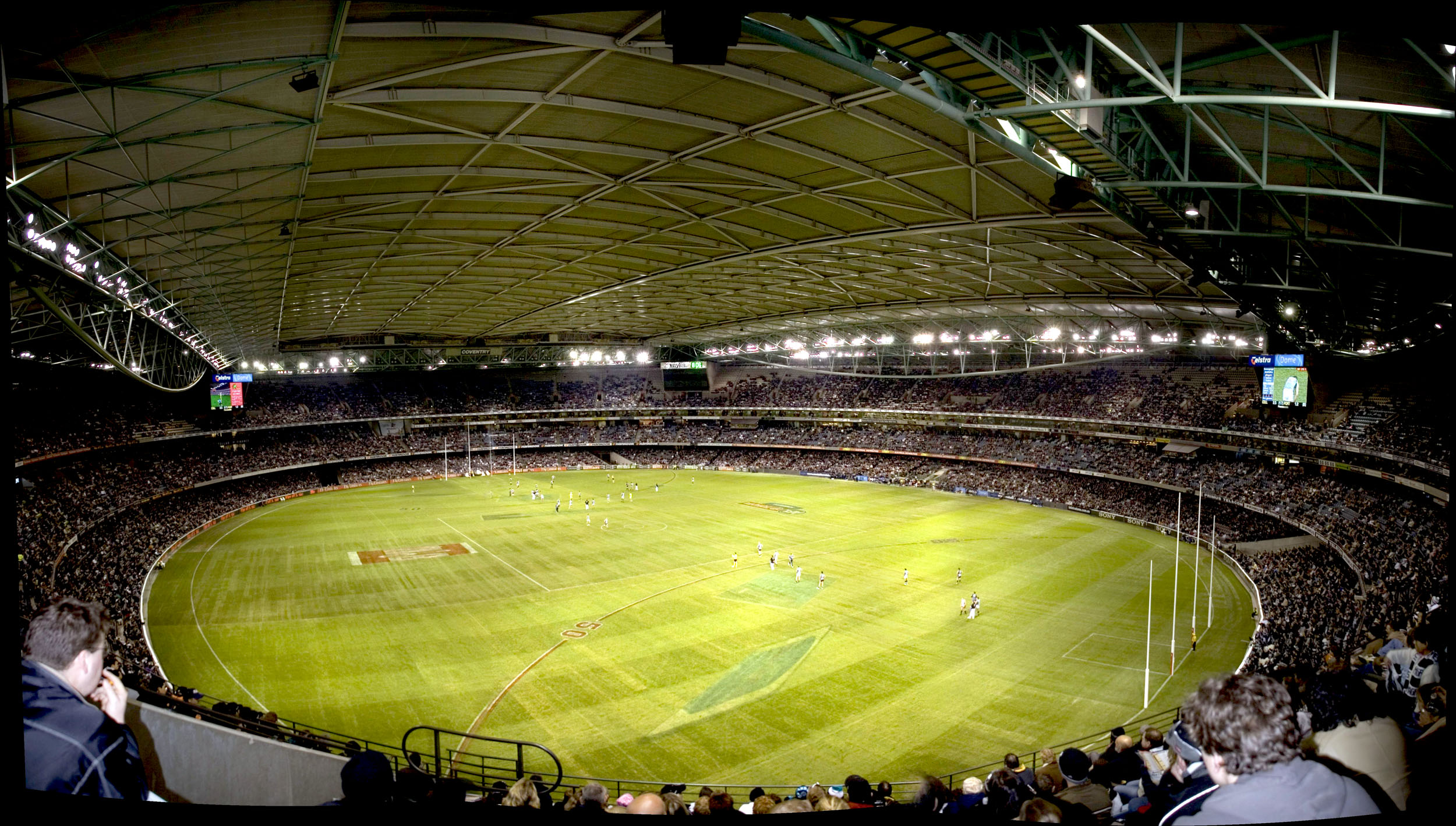

- 競技面上38メートルの屋根は東西方向に8分間で開閉できる。
- 移動式座席
- コロセウム型構造
- 2面の場内向け大型カラー動画ディスプレイ
- 場外向けディスプレイ
- 1,000 テレビ座席
- 13 宴会場
- 66 企業ボックス
- メダリオン・クラブ (The Medallion Club) メンバー専用クラブ
- 地下駐車場 2,500 台収容
- 楕円形の天然芝競技面 19,053平方メートル (170m x 140m)
- 700台を超える 2000ワット照明。
- イベントの種類により収容人員は 12,000 - 74,000人。
- AFL試合時の収容人員は 53,355人。

## アクセス
サザン・クロス駅から徒歩数分。